# Estación Central de Maguncia
La Estación Central de Maguncia (en alemán Mainz Hauptbahnhof) es el mayor centro ferroviario de larga distancia del estado federado alemán de Renania-Palatinado y nodo de intercambio con los sistemas de transporte regional y urbano en tren y en buses de Maguncia (S-Bahn y buses del MVG y el ORN). 

## Edificio
La Estación Central de Maguncia es un edificio en arenisca de Flonheim construido entre 1882 y 1884 por el arquitecto Philipp Johann Berdellé, en estilo del Neorrenacimiento. Las naves laterales encuadran la nave central de la estación, destacada en su remate con alegorías de la vida como el "Trabajo" y el "Bautismo", así como otras representaciones clásicas (Minerva, Mercurio) y propias del Renacimiento.

## Historia

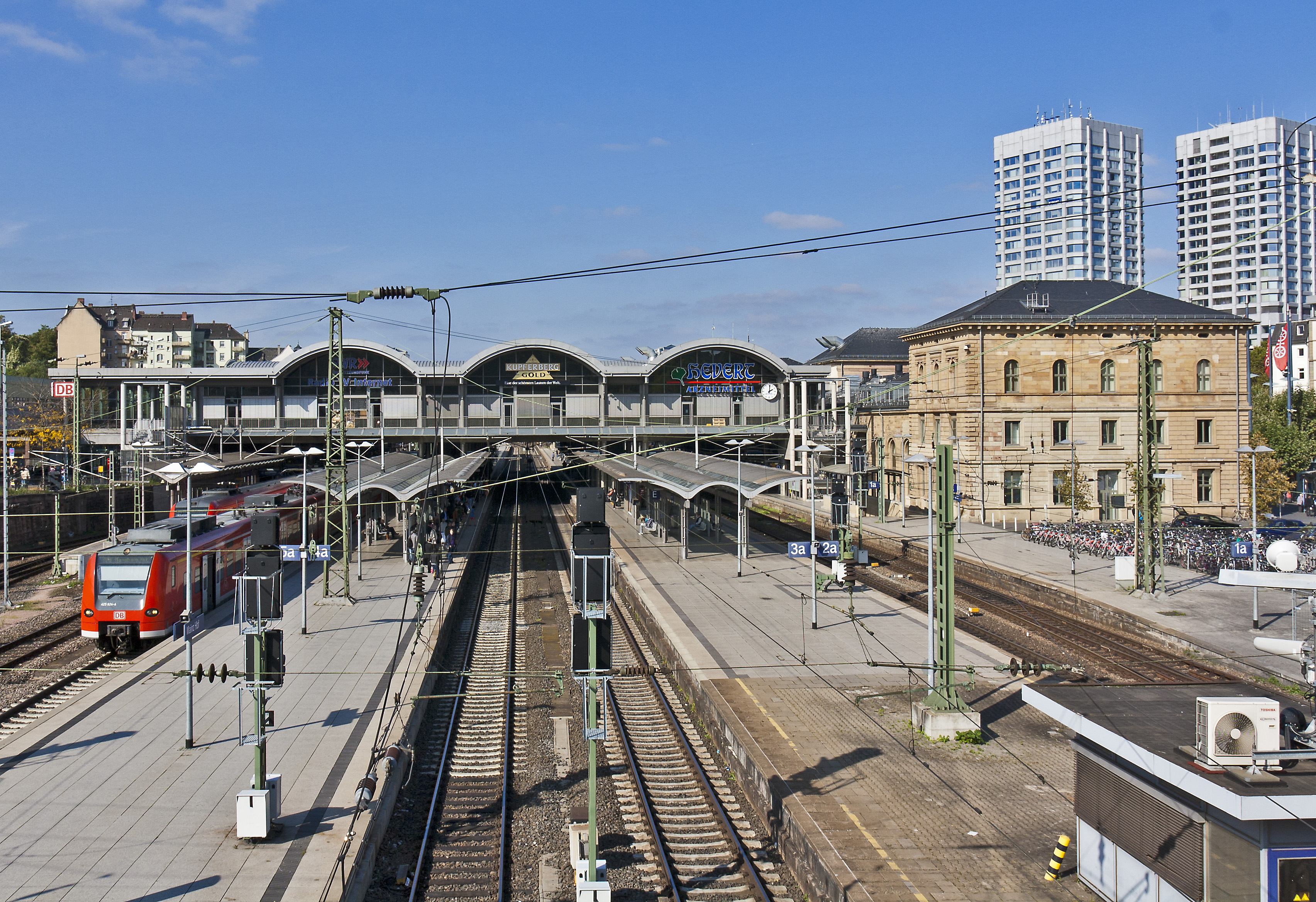
Estación de ferrocarril.

La primera estación de trenes de Maguncia inició sus operaciones en 1853. La urbanización del barrio de Neustadt (“ciudad nueva”) necesitaba la construcción de un túnel subterráneo. Durante la II Guerra Mundial, la estación fue destruida en gran parte. Se reconstruyó en varias fases, hasta que en 2003 se terminó la renovación de una nueva sala de acceso.

## Características
Es una estación a dos niveles. En la superficie llegan los trenes de larga distancia, en la otra las conexiones del transporte urbano y regional de la ciudad. 

## Conexiones
| Líneas | Destino(s) |
| ------ | --- |
| ICE 20 | Kiel / Hamburgo / Hanóver / Gotinga / Fráncfort del Meno / Maguncia / Mannheim / Karlsruhe / Friburgo de Brisgovia / Basilea                                                                        |
| ICE 31 | Kiel / Hamburgo / Bremen / Osnabrück / Münster / Dortmund / Essen / Duisburgo / Düsseldorf / Colonia / Bonn / Coblenza / Maguncia / Fráncfort del Meno / Mannheim / Friburgo de Brisgovia – Basilea |

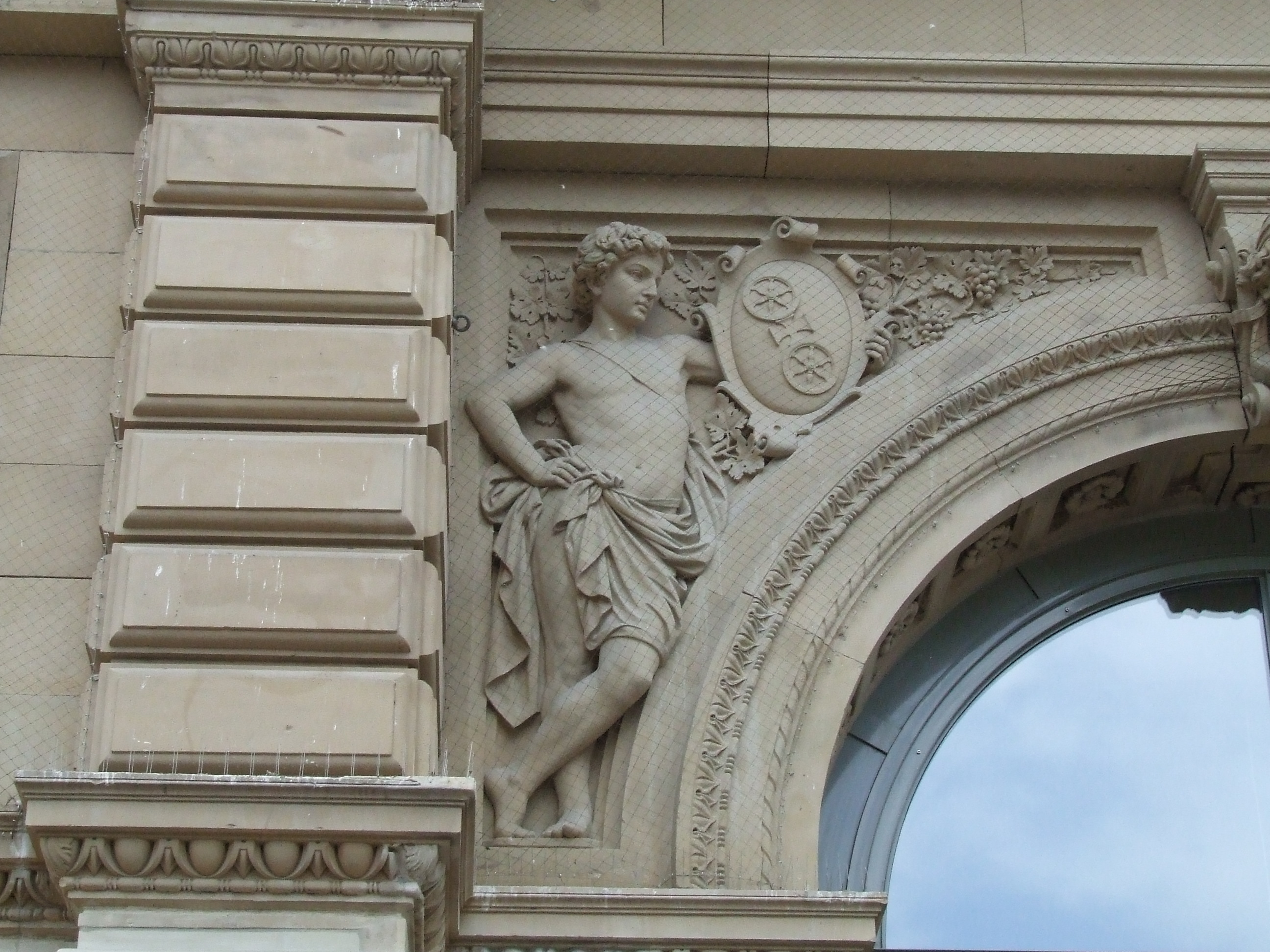
Rueda de Maguncia
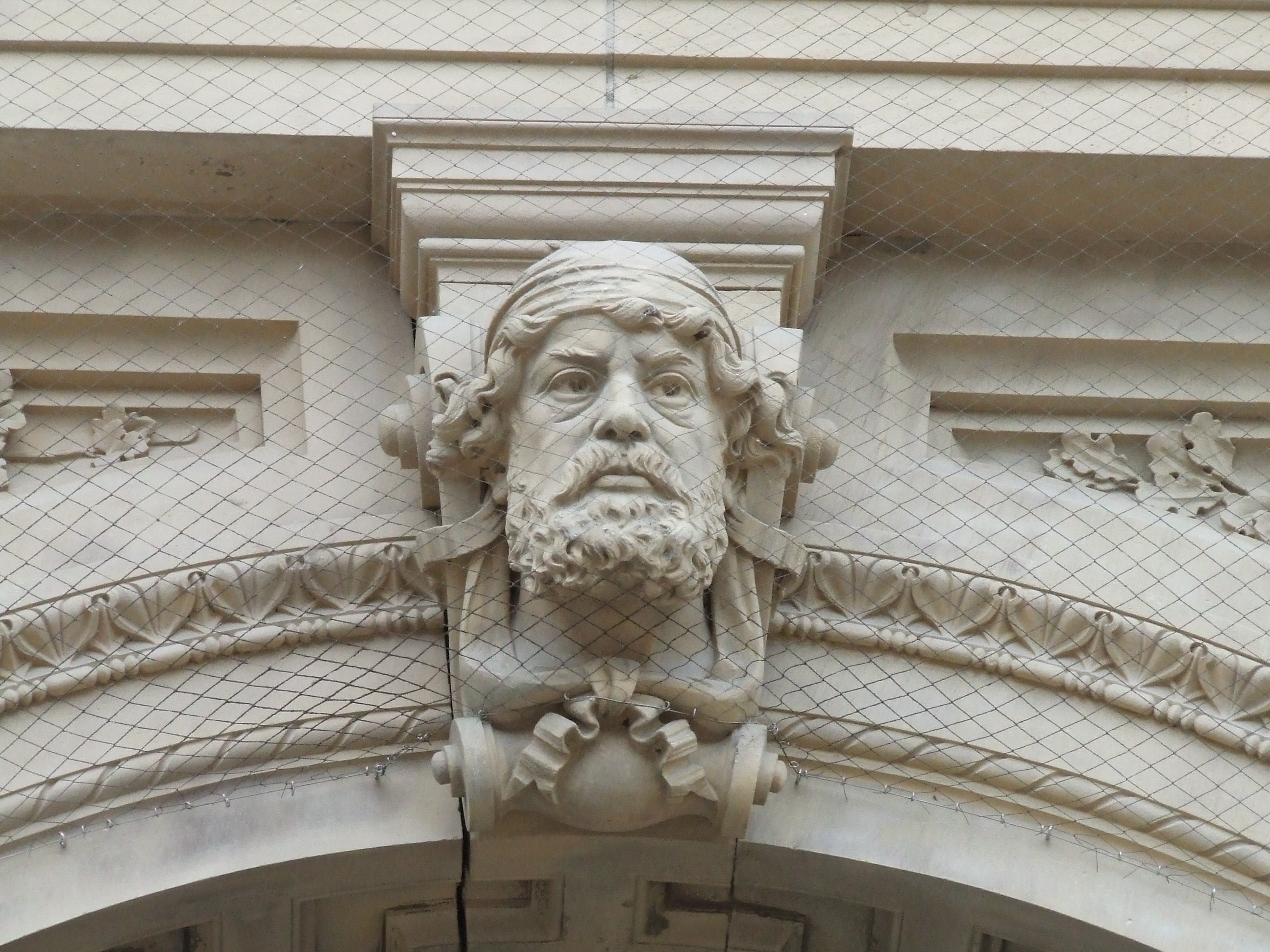
Vulcano
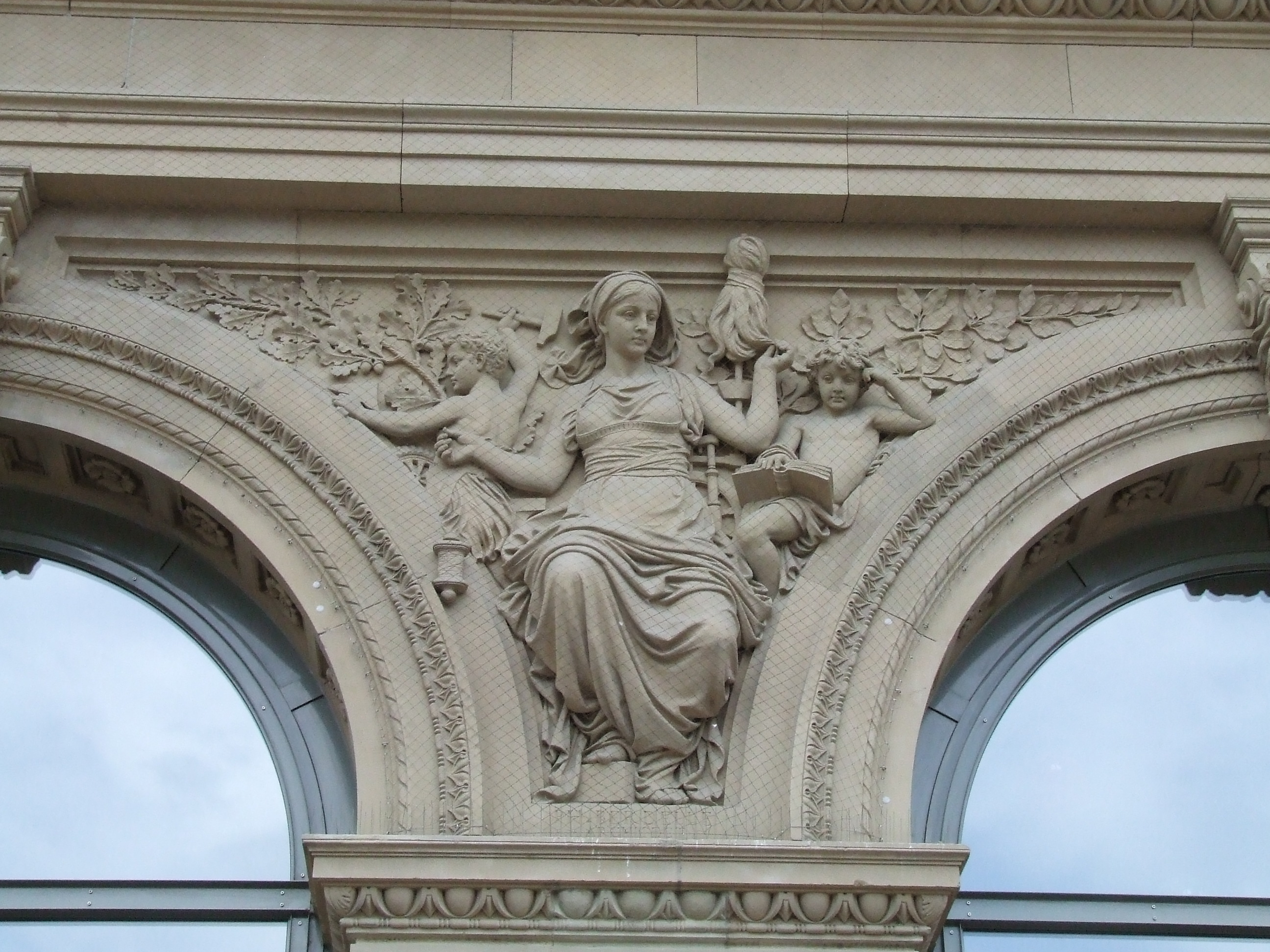
Alegoría  Trabajo
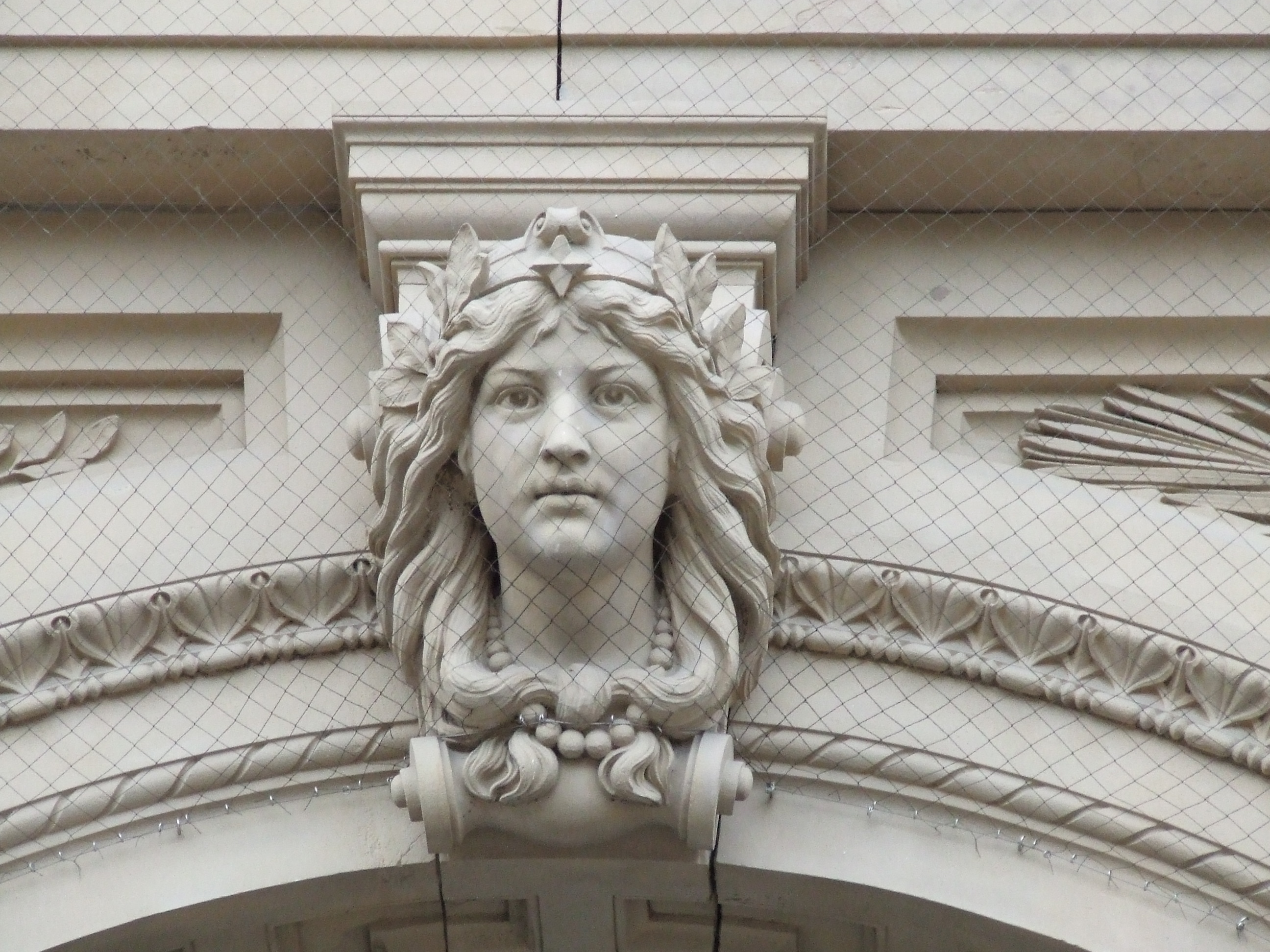
Minerva
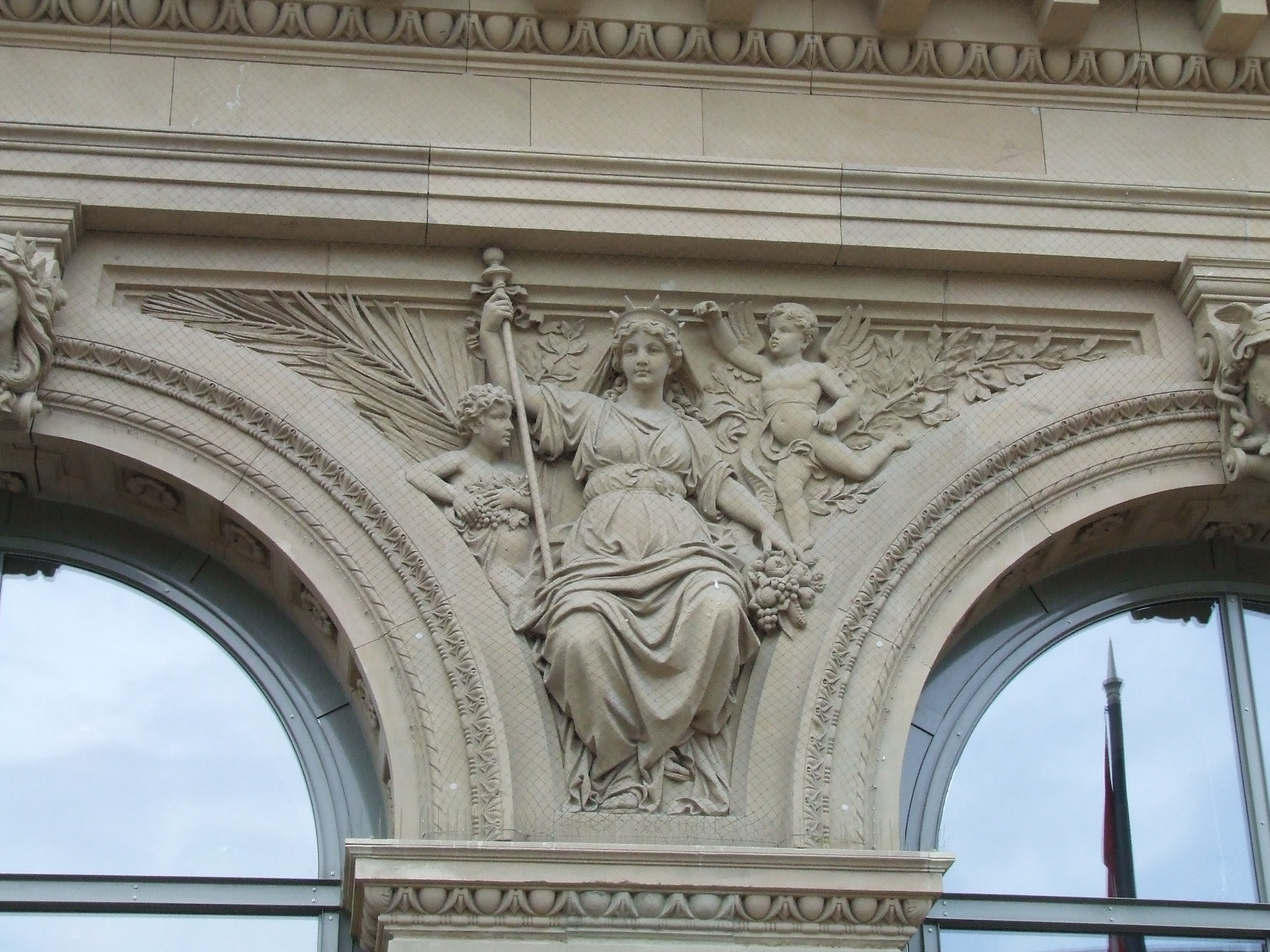
Alegoría Bendición
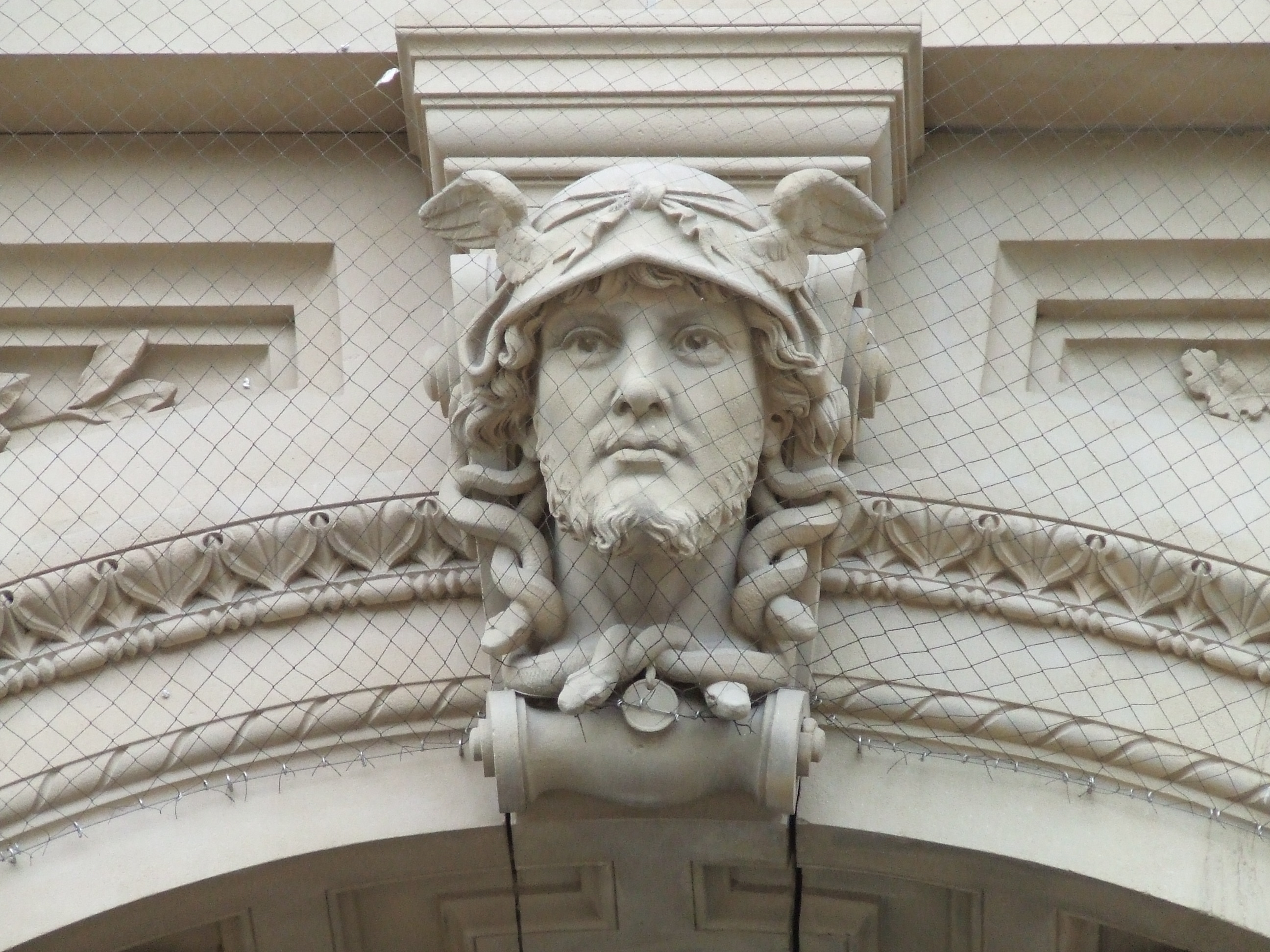
Mercurio
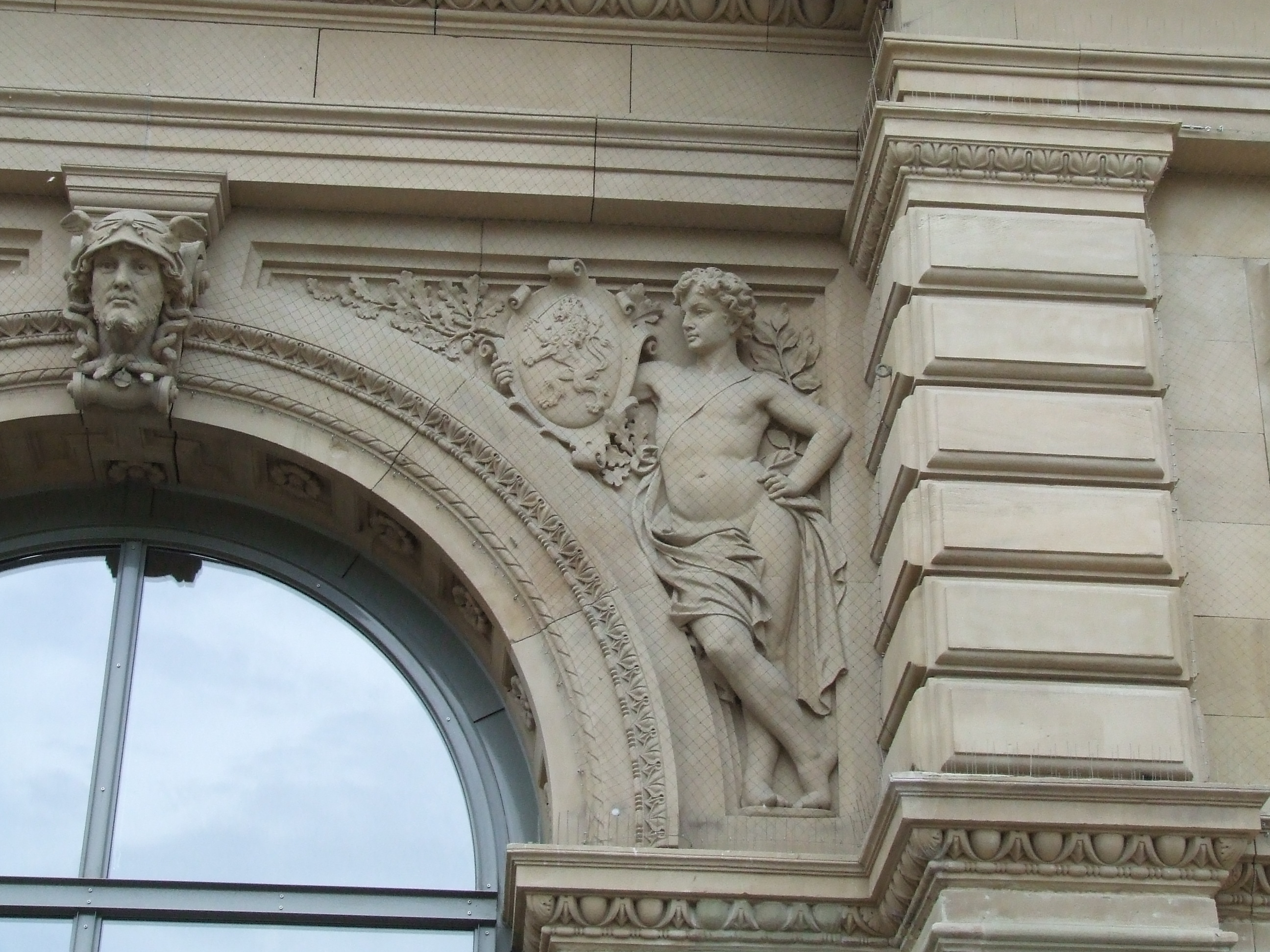
Blasón del Gran Ducado de Hesse-Darmstadt